# Rodney Ascher
Rodney Ascher est un réalisateur américain.

## Biographie
Rodney Ascher a réalisé plusieurs documentaires, dont son premier long métrage, Room 237, présenté au Festival de Cannes 2012 dans la sélection de la Quinzaine des réalisateurs.

## Filmographie

### Courts métrages
- 1997 : Alfred
- 2001 : Triumph of Victory
- 2009 : Dogs Days
- 2010 : The Lonely Death of the Giggler

### Longs métrages
- 2013 : Room 237
- 2015 : The Nightmare
- 2021 : A Glitch in the Matrix